# (19577) Bobbyfisher
(19577) Bobbyfisher est un astéroïde de la ceinture principale d'astéroïdes.

## Description
(19577) Bobbyfisher est un astéroïde de la ceinture principale d'astéroïdes. Il fut découvert le 9 juin 1999 à Socorro (Nouveau-Mexique) par le projet LINEAR. Il présente une orbite caractérisée par un demi-grand axe de 2,23 UA, une excentricité de 0,08 et une inclinaison de 5,3° par rapport à l'écliptique.

## Compléments